# Mirrored (álbum)
Mirrored es el primer álbum de estudio de la banda experimental estadounidense Battles. El álbum fue lanzado el 14 de mayo de 2007 en Reino Unido y el 22 de mayo del mismo año en Estados Unidos. 
En este álbum por primera vez la banda utilizó prominentemente vocalización y letras en sus canciones. Todos los EP anteriores fueron completamente instrumentales (exceptuando el beatboxing en la pista “Dance” y “Fantasy” y la vocalización sin palabras en “B + T”, "IPT-2" and "BTTLS"). 
El primer single del álbum fue “Atlas”, lanzado en RU el 2 de abril de 2007. Desde su lanzamiento ha sido utilizado en el juego de PlayStation 3 LittleBigPlanet en el nivel “El sitio de construcción” (The Construction Site). Ha sido además utilizados en las series de televisión británicas: Skins, Top Gear y Torchwood. Mirrored apareció en 2007 en los puestos más altos en los rankings de distintas publicaciones, incluyendo Time, NME, The Guardian, y Pitchfork.

## Recepción
La respuesta de la crítica a Mirrored fue positiva. Metacritic, quien asigna una puntuación estándar y otorga notas con un máximo de 100 puntos a álbumes con críticas hechas por el público, el álbum recibió un promedio de 86 puntos (basado en 31 reseñas). El sencillo "Atlas" fue N° 42 en el ranking de las 500 mejores canciones del siglo XXI de la revista en línea Pitchfork Media.  Pitchfork además estableció a Mirrored como número 500 en su lista de los mejores 200 álbumes del siglo XXI. En octubre de 2011, NME ubicó a "Atlas" en el número 54 en su lista "150 Best Tracks of the Past 15 Years".

## Lista de canciones
Todas las canciones escritas y compuestas por Battles. 
| N.º | Título         | Duración |  |
| 1.  | «Race : In»    | 4:50     |  |
| 2.  | «Atlas»        | 7:07     |  |
| 3.  | «Ddiamondd»    | 2:33     |  |
| 4.  | «Tonto»        | 7:43     |  |
| 5.  | «Leyendecker»  | 2:48     |  |
| 6.  | «Rainbow»      | 8:11     |  |
| 7.  | «Bad Trails»   | 5:18     |  |
| 8.  | «Prismism»     | 0:52     |  |
| 9.  | «Snare Hangar» | 1:58     |  |
| 10. | «Tij»          | 7:03     |  |
| 11. | «Race : Out»   | 3:29     |  |

| Japan bonus track |           |          |  |
| N.º               | Título    | Duración |  |
| 12.               | «Katoman» | 2:08     |  |

## Personal
- Dave Konopka – guitarra, bajo, efectos
- John Stanier – batería
- Ian Williams - teclados, guitarra
- Tyondai Braxton - guitarra principal, voz principal, teclados